# شهرستان هافون
شهرستان هافون یک منطقهٔ مسکونی در سومالی است که در باری (سومالی) واقع شده‌است.